# Затъмнение
Затъмнението е астрономично явление, при което небесно тяло става невидимо (напълно или частично) за земния наблюдател.
- Лунно затъмнение настъпва при засенчване на Луната от Земята; наблюдава се при пълнолуние от места, за които Луната е над хоризонта; продължава до 1,75 h (за пълно затъмнение) и до 3,75 h (за частично затъмнение).
- Слънчево затъмнение настъпва, когато Луната закрива Слънцето; наблюдава се при новолуние в ивица от земната повърхност с широчина до 270 km (за пълно затъмнение) и до 3500 km (за частично затъмнение) и с дължина до 15 000 km; продължава до 7,5 min (за пълно затъмнение) и до 2 h (за частично затъмнение). Всяка година има най-малко две и най-много седем затъмнения.

Лунните и слънчевите затъмнения се повтарят в определен ред през 6585,3 d (сарос). Затъмнение е и закриването на спътник от планета; на звезда от друга звезда (в кратна система), от планета или от Луната; преминаването на планета по диска на Слънцето и др.